# Paulo Vitor Damo da Rosa
Paulo Vitor Damo da Rosa (nascido em 29 de setembro de 1987) é um jogador de Magic: The Gathering .  Em 2011, Paulo Vitor Damo da Rosa se tornou o jogador mais jovem a atingir 300 Pro Points de carreira. Ele foi eleito para o Magic: The Gathering Hall of Fame em 2012 como o primeiro jogador da América do Sul,  e tem treze colocações no Top 8 em Pro Tour (com duas vitórias entre elas), o que o coloca em segundo lugar no ranking de jogadores com maior classificação em Top 8s de Pro Tour   . Em 2020, Da Rosa venceu o campeonato mundial da temporada de 2019. Da Rosa é o líder de todos os tempos em prêmios em dinheiro ganhos jogando Magic em nível profissional. 

## Carreira de Magic: The Gathering
Paulo Vitor Damo da Rosa iniciou sua carreira profissional em Magic: The Gathering no Campeonato Mundial de 2003 em Berlim. Uma colocação em 55º lugar fez com que Da Rosa ficasse no final da classificação para o prêmio em dinheiro. Um ano depois, ele fez sua segunda aparição em Pro Tour, novamente no Campeonato Mundial. 
Foi apenas em 2005 que ele começou a atrair atenção, quando alcançou o Top 8 do Grand Prix Porto Alegre, sua cidade natal. Na temporada seguinte, Da Rosa teve seu destaque. Juntamente com os companheiros de equipe Willy Edel e Celso Zampere, ele chegou às finais do Pro Tour Charleston, perdendo para Tomohiro Kaji, Tomoharu Saitou e Shouta Yasooka. Apenas dois eventos depois, Da Rosa ficou entre os oito primeiros de novo. No Mundial em Paris, ele perdeu nas quartas de final para o futuro campeão, Makihito Mihara, que cavou exatamente a carta certa no último momento possível para vencer a partida. Da Rosa também capitaneou a seleção brasileira para o quarto lugar.  Esse resultado lhe rendeu o nível seis, depois o nível mais alto no clube de jogadores profissionais, qualificou Carlos Romão para todos os eventos do Pro Tour na temporada seguinte e recebeu convites para o Pro Tour Geneva para os outros dois membros da equipe. 
2007 foi um ano mais lento para a Rosa. Ele falhou em chegar no Top 8 de qualquer Pro Tour e não conseguiu ganhar dinheiro em um Pro Tour pela primeira vez no Pro Tour Yokohama. Em 2008, ele voltou ao Top 8. No Pro Tour Hollywood, ele chegou às quartas de final, perdendo para o futuro jogador do ano Shuhei Nakamura. Jogando quase que com o mesmo deck, ele repetiu essa façanha no Campeonato Mundial em Memphis . Apesar de ser considerado um favorito de peso, ele perdeu a partida das quartas de final para o jogador americano Jamie Parke. 
2009 começou devagar para Da Rosa, saindo no primeiro dia dos Pro Tours Kyotoe Honolulu. No entanto, Da Rosa teve excelentes resultados em Pro Tour posteriormente, com dois Top 8s e uma vitória no campeonato brasileiro. No Pro Tour Austin, Da Rosa conseguiu chegar de novo no Top 8, fazendo com que ele se tornasse o primeiro sul-americano a chegar em cinco Top 8s em Pro Tours. Ele conseguiu chegar a outras quartas de final, perdendo para Tsuyoshi Ikeda.
Na temporada de 2010, Da Rosa tornou-se o sétimo jogador a alcançar os seis Top 8s em Pro Tour ao vencer o Pro Tour San Juan. No Campeonato Mundial daquele ano, Da Rosa alcançou o sétimo Top 8, perdendo para o futuro campeão, Guillaume Matignon, nas semifinais. 
Outro grande Top 8 do Grand Prix aconteceu em Providence na temporada de 2011, e apenas uma semana depois ele venceu o Grand Prix de Cingapura. Da Rosa conseguiu seu oitavo Top 8 em Pro Tour no Campeonato Mundial de 2011 . Paulo começou bem a temporada de 2012, ficando em 3º no Grand Prix Orlando e chegando à final do seu nono Top 8 Pro Tour no Pro Tour Dark Ascension em Honolulu. Da Rosa foi convidado para o primeiro Players Champioship como o jogador sul-americano mais bem classificado, onde terminou em 3º. No mesmo ano, Da Rosa foi votado para o Corredor da Fama de Magic: The Gathering, recebendo 85,65% dos votos.  Sua inclusão foi realizada no Pro Tour Return to Ravnica em outubro de 2012. 
As temporadas seguintes foram menos bem sucedidas para Da Rosa. Ele não alcançou Top 8s em Pro Tour e, no final da temporada 2012–13 do Pro Tour, ele tinha apenas 28 pontos,  resultando no nível Prato no Pro Players Club, onde anteriormente ele possuía o nível Platina ou equivalente de platina desde 2006. Ele manteve seu nível de prata após a temporada 2013-14 do Pro Tour, acumulando 33 pontos.  No entanto, ele conquistou três Top 8s de Grand Prix em 2014, depois de nenhum em 2013, e se classificou para o Campeonato Mundial de 2014, onde terminou em 23º. 
Após duas temporadas decepcionantes, a temporada 2014-15 foi bem-sucedida para Da Rosa. Embora ele não tenha conseguido alcançar o Top 8 de qualquer Pro Tour, ele conseguiu Top 8 de três Grand Prix, vencendo um, e conseguiu a importante colocação de 13º lugar no Pro Tour <i id="mwbw">Dragons of Tarkir</i>. A maioria das suas colocações durante esta temporada foram com o deck chamado Esper Dragons.  No final da temporada, Da Rosa acumulou 51 Pro Points, o suficiente para o nível Platina no Pro Players Club, a posição de capitão da seleção brasileira e um convite para o Campeonato Mundial de 2015 . 
Na temporada 2015-16, Paulo ficou em 11º lugar no Campeonato Mundial de 2015 . Ele conseguiu o décimo Top 8 em Pro Tour no Pro Tour Battle For Zendikar, o primeiro Pro Tour da temporada. Nesse ponto, Paulo já tinha Top 8s o suficiente para estar empatado em segundo lugar com Kai Budde em quantidade de Top 8s em Pro Tour alcançados. Paulo também se juntaria ao Top 8 com o homem com o maior número de Top 8 em Pro Tour, Jon Finkel, que estendeu seu próprio recorde para 16 Top 8s em Pro Tour. 
Na temporada 2016-17, Paulo ganhou mais duas colocações em Grand Prix (Top 4 no Team GP Rotterdam e finalista no GP Prague) antes de quebrar o recorde de Kai Budde ao conseguir seu décimo primeiro Top 8 em Pro Tour no Pro Tour Aether Revolt . No último Pro Tour da temporada (Pro Tour Hour of Devastation), ele conseguiu sua décima segunda colocação em Top 8 em Pro Tour e a segunda vitória no Pro Tour, com essa última conquista também fazendo dele o Jogador do Ano. 

### Conquistas
| Temporada | Evento              | Localização   | Formato                    | Data                                   | Colocação |
| --------- | ------------------- | ------------- | -------------------------- | -------------------------------------- | --------- |
| 2005      | Grand Prix          | Porto Alegre  | Rochester Draft            | 20-21 de novembro de 2005              | 6º        |
| 2006      | Pro Tour            | Charleston    | Construído de Times        | 16-18 de junho de 2006                 | 2º        |
| 2006      | Nationals           | Brasil        | Especial                   | 9-10 de setembro de 2006               | 1º        |
| 2006      | Worlds              | Paris         | Especial                   | 29 de novembro a 3 de dezembro de 2006 | 6º        |
| 2007      | Grand Prix          | São Francisco | Construído                 | 25/26 de agosto de 2007                | 3º        |
| 2007      | Invitational        | Essen         | Especial                   | 18-21 de outubro de 2007               | 5º        |
| 2007      | Grand Prix          | Daytona Beach | Selado e Booster Draft     | 17-18 de novembro de 2007              | 2º        |
| 2008      | Pro Tour            | Hollywood     | Standard                   | 23-25 de maio de 2008                  | 8º        |
| 2008      | Worlds              | Memphis       | Especial                   | 11-14 de dezembro de 2008              | 5º        |
| 2009      | Grand Prix          | Barcelona     | Standard                   | 23-24 de maio de 2009                  | 3º        |
| 2009      | Grand Prix          | Seattle       | Standard                   | 30-31 de maio de 2009                  | 3º        |
| 2009      | Nationals           | Brasil        | Standard e Booster Draft   | 25-26 de julho de 2009                 | 1º        |
| 2009      | Pro Tour            | Austin        | Estendido e Booster Draft  | 16-18 de outubro de 2009               | 8º        |
| 2010      | Grand Prix          | Houston       | Estendido                  | 3-4 de abril de 2010                   | 6º        |
| 2010      | Pro Tour            | San Juan      | Construído e Booster Draft | 28-30 de maio de 2010                  | 1º        |
| 2010      | Grand Prix          | Portland      | Selado e Booster Draft     | 11-12 de setembro de 2010              | 8º        |
| 2010      | Worlds              | Chiba         | Especial                   | 9-12 de dezembro de 2010               | 3º        |
| 2011      | Grand Prix          | Providence    | Legado                     | 28-29 de maio de 2011                  | 4º        |
| 2011      | Grand Prix          | Cingapura     | Standard                   | 4-5 de junho de 2011                   | 1º        |
| 2011      | Grand Prix          | Santiago      | Selado e Booster Draft     | 22-23 de outubro de 2011               | 6º        |
| 2011      | Worlds              | São Francisco | Especial                   | 17-20 de novembro de 2011              | 5º        |
| 2012      | Grand Prix          | Orlando       | Standard                   | 14-15 de janeiro de 2012               | 3º        |
| 2012      | Pro Tour            | Honolulu      | Standard e Booster Draft   | 10-12 de fevereiro de 2012             | 2º        |
| 2012      | Grand Prix          | Baltimore     | Standard                   | 25-26 de fevereiro de 2012             | 5º        |
| 2012-13   | Players Champioship | Indianapolis  | Especial                   | 29-31 de agosto de 2012                | 3º        |
| 2013-14   | Grand Prix          | Paris         | Legado                     | 15-16 de fevereiro de 2014             | 8º        |
| 2013-14   | Grand Prix          | Buenos Aires  | Standard                   | 15-16 de março de 2014                 | 3º        |
| 2014-15   | Grand Prix          | Nashville     | Limitado de Times          | 1-2 de novembro de 2014                | 2º        |
| 2014-15   | Grand Prix          | Kraków        | Standard                   | 18-19 de abril de 2015                 | 3º        |
| 2014-15   | Grand Prix          | São Paulo     | Standard                   | 2-3 de maio de 2015                    | 1º        |
| 2015-16   | Pro Tour            | Milwaukee     | Standard e Booster Draft   | 16-18 de outubro de 2015               | 7º        |
| 2016-17   | Grand Prix          | Rotterdam     | Limitado de Times          | 12-13 de novembro de 2016              | 4º        |
| 2016-17   | Grand Prix          | Prague        | Selado e Booster Draft     | 28-29 de janeiro de 2017               | 2º        |
| 2016-17   | Pro Tour            | Dublin        | Standard e Booster Draft   | 3-5 de fevereiro de 2017               | 6º        |
| 2016-17   | Pro Tour            | Kyoto         | Standard e Booster Draft   | 28-30 de julho de 2017                 | 1º        |
| 2017-18   | Grand Prix          | Indianapolis  | Limitado de Times          | 20-21 de janeiro de 2018               | 2º        |
| 2019-20   | Worlds              | Honolulu      | Standard                   | 14-16 de fevereiro de 2020             | 1º        |

Outras realizações
- Magic: The Gathering Hall of Fame turma de 2012 [2]